# Capillolejeunea mascarena
Capillolejeunea mascarena là một loài Rêu trong họ Lejeuneaceae. Loài này được S.W. Arnell mô tả khoa học đầu tiên năm 1965.